# وینترزویل (میسیسیپی)
وینترزویل (به انگلیسی: Winterville) یک منطقهٔ مسکونی در ایالات متحده آمریکا است که در شهرستان واشینگتن، میسیسیپی واقع شده‌است. وینترزویل ۳۷٫۱۹ متر بالاتر از سطح دریا واقع شده‌است.